# إيرا مارك بلوم
إيرا مارك بلوم (بالإنجليزية: Ira Mark Bloom)‏ هو محامي أمريكي، ولد في 10 نوفمبر 1944 في نيويورك في الولايات المتحدة.